# Capito
Capito is een geslacht van vogels uit de familie Amerikaanse baardvogels (Capitonidae). 

## Soorten
Het geslacht kent de volgende elf soorten: 
- Capito aurovirens – Roodkruinbaardvogel
- Capito wallacei – Roodbandbaardvogel
- Capito fitzpatricki – Sirabaardvogel
- Capito maculicoronatus – Roodflankbaardvogel
- Capito squamatus – Geschubde baardvogel
- Capito hypoleucus – Witrugbaardvogel
- Capito dayi – Gordelbaardvogel
- Capito brunneipectus – Kaneelborstbaardvogel
- Capito niger – Zwarte baardvogel
- Capito auratus – Gouden baardvogel
- Capito quinticolor – Vijfkleurenbaardvogel